# Narciarstwo wodne na Igrzyskach Panamerykańskich 2007
Narciarstwo wodne na Igrzyskach Panamerykańskich 2007 odbywało się w dniach 21–24 lipca na jeziorze Lagoa Rodrigo de Freitas (Klub Caiçaras) w Rio de Janeiro. Tabelę medalową zdominowali narciarze z Kanady.

## Medaliści

### Mężczyźni
| Konkurencja     |                 |             |                 |
| --------------- | --------------- | ----------- | --------------- |
| Triki           | Jaret Llewellyn | Cory Pickos | Ryan Dodd       |
| Slalom          | Drew Ross       | José Mesa   | Felipe Miranda  |
| Skoki           | Jaret Llewellyn | Ryan Dodd   | Rodrigo Miranda |
| Klasa Wakeboard | Marcelo Girardi | Brad Buskas | Edgardo Martín  |

### Kobiety
| Konkurencja |                    |                    |                   |
| ----------- | ------------------ | ------------------ | ----------------- |
| Triki       | Whitney McClintock | Mandy Nightingale  | Regina Jaquess    |
| Slalom      | Whitney McClintock | Regina Jaquess     | Mandy Nightingale |
| Skoki       | Regina Jaquess     | Whitney McClintock | Mandy Nightingale |

## Tabela medalowa
| Poz.    | Państwo           |   |   |   | Łącznie |
| ------- | ----------------- | - | - | - | ------- |
| 1       | Kanada            | 5 | 3 | 1 | 9       |
| 2       | Stany Zjednoczone | 1 | 3 | 3 | 7       |
| 3       | Brazylia          | 1 | 0 | 0 | 1       |
| 4       | Kolumbia          | 0 | 1 | 0 | 1       |
| 5       | Chile             | 0 | 0 | 2 | 2       |
| 6       | Argentyna         | 0 | 0 | 1 | 1       |
| Łącznie | Łącznie           | 7 | 7 | 7 | 21      |